# هم‌محلی
پسر خانگی (به انگلیسی: Homeboy) یک فیلم جنایی، درام و عاشقانه آمریکایی محصول سال ۱۹۸۸ به کارگردانی مایکل سرسین است. این فیلم توسط میکی رورک در نقش یک گاوچران و بوکسور بنام جانی واکر نوشته شده‌است. این فیلم در سال ۱۹۸۸ برای مدت کوتاهی در برخی از سینماها اکران شد، اما مدت کوتاهی پس از آن به‌طور گسترده در ویدئوهای خانگی دیده شد. کمپانی لاینزگیت این فیلم را در ۱ سپتامبر ۲۰۰۹ مجدداً در قالب دی‌وی‌دی منتشر کرد.

## داستان
«جانی واکر» یک گاوچران و بوکسور است. او بسیار خجالتی و کمی احمق است. او عاشق «روبی» است اما نمی‌تواند به او بگوید. او همچنین برای بوکس مقداری پا به سن گذاشته اما تنها چیزی است که خوب انجام می‌دهد…